# Jaszczycy (stacja kolejowa)
Jaszczycy (biał. Яшчыцы, ros. Ящицы) – stacja kolejowa w miejscowości Jaszczycy, w rejonie żłobińskim, w obwodzie homelskim, na Białorusi. Położona jest na linii Żłobin - Mozyrz - Korosteń.